# Internationale Vereinigung Katholischer Männer
Die Internationale Vereinigung Katholischer Männer  (en.: International Council of Catholic Men – Unum Omnes, Abkürzung: ICCM; fr.: Fédération Internationale des Hommes Catholiques, gebräuchliche Abkürzung:  FIHC-Unum Omnes), auch als „Unum Omnes“ bekannt, ist eine Vereinigung von Gläubigen in der römisch-katholischen Kirche mit Sitz in der Vatikanstadt und wurde vom Päpstlichen Rat für die Laien als eine internationale katholische Vereinigung päpstlichen Rechts anerkannt.

## Geschichte
1948 fand in Lourdes die konstituierende Sitzung statt, an ihr nahmen 20 Delegierte aus Europa, Nord- und Südamerika teil. Zunächst entstand die Vereinigung als „Internationaler Bund der Männervereinigung der Katholischen Aktion in Italien“. Unter der Schirmherrschaft von Papst Pius XII. (1939–1958)  öffnete sich der Bund auch für katholische Männervereine, die außerhalb der Katholischen Aktion standen. Es war schließlich der Wunsch des Papstes, dass bei der 1950 stattgefundenen Generalversammlung der Name „Internationale Vereinigung katholischer Männer – Unum Omnes“ angenommen wurde. Die Bezeichnung „Unum Omnes“ bedeutet „alle Menschen seien eins in Gott“. Dieser Zusatz leitet sich vom lateinischen Wahlspruch „Ut omnes unum sint“ (vergleiche Johannes-Evangelium 17,21  ) ab, der für „Dass alle eins seien“ steht.

## Selbstverständnis
Katholische Männer sollen ihre Fähigkeiten als Katholiken verwirklichen, sie sollen ermutigt werden, ihre Rolle in der Kirche und in der Gesellschaft  anzunehmen. Die katholischen Männervereinigungen wollen die Familie fördern und ihren wesentlichen Verantwortungsbereich erkennen. Hierzu will die Vereinigung den weiteren Ausbau fördern und neue Vereinigungen aufbauen, sie unterstützt die internationale Zusammenarbeit und entwickelt hierzu Programme und Förderveranstaltungen. Das bedeutet für die Internationale Vereinigung von Katholischen Männern, dass sie das Sprachrohr ist, dass sie Stellungnahmen abgibt und die öffentliche Meinung vertritt.

## Organisation und Ausweitung
Der Sitz von Unum Omnes befindet sich in dem zum Vatikan gehörenden Palazzo San Calisto im römischen Stadtteil Trastevere. Mit Stand von 2010 gehören der Vereinigung etwa 35 nationale Vollmitglieder und assoziierte Mitglieder an, die sich auf Europa (18), Amerika (4), Afrika (10) und Asien (3) verteilen. Sie unterhält Kontakte mit der  ECOSOC, der  IACK und der  FIAC, darüber hinaus ist sie Mitorganisator des jährlichen Osteuropa-Seminars in der Europa-Akademie von Schmochtitz (bei Bautzen). Der internationale Vorstandsrat, der von der Generalversammlung gewählt wird, setzt sich aus dem Präsidenten, zwei Vizepräsidenten, dem Schatzmeister, dem Generalsekretär und dem Kirchlichen Assistenten zusammen. Deutschland ist mit der Gemeinschaft der Katholischen Männer Deutschlands (GKMD) angeschlossen.